# Rząd Zorana Milanovicia
Rząd Zorana Milanovicia – dwunasty rząd Republiki Chorwacji od rozpoczęcia w 1990 procesu demokratyzacji.
Gabinet rozpoczął urzędowanie 23 grudnia 2011. Powstał po wyborach parlamentarnych z 4 grudnia 2011, w których bezwzględną większość głosów w Zgromadzeniu Chorwackim uzyskała Koalicja Kukuriku. W skład nowego gabinetu weszli przedstawiciele trzech partii politycznych z tego bloku: Socjaldemokratycznej Partii Chorwacji (SDP), Chorwackiej Partii Ludowej – Liberalnych Demokratów (HSN) oraz Istryjskiego Zgromadzenia Demokratycznego (IDS). Gabinet zakończył urzędowanie 22 stycznia 2016 – dwa i pół miesiąca po kolejnych wyborach parlamentarnych.

## Skład rządu
| Zdjęcie              | Minister             | Partia | Funkcja                                                                          | Okres urzędowania                        |
| -------------------- | -------------------- | ------ | -------------------------------------------------------------------------------- | ---------------------------------------- |
|                      | Zoran Milanović      | SDP    | premier                                                                          | od 23 grudnia 2011 do 22 stycznia 2016   |
|                      | Milanka Opačić       | SDP    | wicepremier, minister opieki socjalnej i młodzieży                               | od 23 grudnia 2011 do 22 stycznia 2016   |
|                      | Branko Grčić         | SDP    | wicepremier, minister rozwoju regionalnego i zarządzania funduszami europejskimi | od 23 grudnia 2011 do 22 stycznia 2016   |
|                      | Vesna Pusić          | HNS    | minister spraw zagranicznych                                                     | od 23 grudnia 2011 do 22 stycznia 2016   |
| pierwszy wicepremier | Vesna Pusić          | HNS    | od 16 listopada 2012 do 22 stycznia 2016                                         |                                          |
|                      | Ranko Ostojić        | SDP    | minister spraw wewnętrznych                                                      | od 23 grudnia 2011 do 22 stycznia 2016   |
| wicepremier          | Ranko Ostojić        | SDP    | od 15 lipca 2013 do 22 stycznia 2016                                             |                                          |
|                      | Boris Lalovac        | SDP    | minister finansów                                                                | od 14 maja 2014 do 22 stycznia 2016      |
|                      | Arsen Bauk           | SDP    | minister administracji publicznej                                                | od 23 grudnia 2011 do 22 stycznia 2016   |
|                      | Tihomir Jakovina     | SDP    | minister rolnictwa                                                               | od 23 grudnia 2011 do 22 stycznia 2016   |
|                      | Siniša Hajdaš Dončić | SDP    | minister spraw morskich, transportu i infrastruktury                             | od 18 kwietnia 2012 do 22 stycznia 2016  |
|                      | Mirando Mrsić        | SDP    | minister pracy i systemu emerytalnego                                            | od 23 grudnia 2011 do 22 stycznia 2016   |
|                      | Siniša Varga         | SDP    | minister zdrowia                                                                 | od 11 czerwca 2014 do 22 stycznia 2016   |
|                      | Mihael Zmajlović     | SDP    | minister ochrony środowiska                                                      | od 13 czerwca 2012 do 22 stycznia 2016   |
|                      | Vedran Mornar        | bezp.  | minister nauki, edukacji i sportu                                                | od 11 czerwca 2014 do 22 stycznia 2016   |
|                      | Ante Kotromanović    | SDP    | minister obrony                                                                  | od 23 grudnia 2011 do 22 stycznia 2016   |
|                      | Gordan Maras         | SDP    | minister przedsiębiorczości i rzemiosła                                          | od 23 grudnia 2011 do 22 stycznia 2016   |
|                      | Predrag Matić        | bezp.  | minister ds. weteranów                                                           | od 23 grudnia 2011 do 22 stycznia 2016   |
|                      | Orsat Miljenić       | bezp.  | minister sprawiedliwości                                                         | od 23 grudnia 2011 do 22 stycznia 2016   |
|                      | Darko Lorencin       | IDS    | minister turystyki                                                               | od 19 marca 2013 do 22 stycznia 2016     |
|                      | Ivan Vrdoljak        | HNS    | minister gospodarki                                                              | od 16 listopada 2012 do 22 stycznia 2016 |
|                      | Berislav Šipuš       | bezp.  | minister kultury                                                                 | od 24 kwietnia 2015 do 22 stycznia 2016  |
|                      | Anka Mrak-Taritaš    | HNS    | minister budownictwa                                                             | od 16 listopada 2012 do 22 stycznia 2016 |

## Byli członkowie rządu
| Zdjęcie | Minister             | Partia | Funkcja                                              | Okres urzędowania                       |
| ------- | -------------------- | ------ | ---------------------------------------------------- | --------------------------------------- |
|         | Zlatko Komadina      | SDP    | minister spraw morskich, transportu i infrastruktury | od 23 grudnia 2011 do 4 kwietnia 2012   |
|         | Mirela Holy          | SDP    | minister ochrony środowiska                          | od 23 grudnia 2011 do 7 czerwca 2012    |
|         | Radimir Čačić        | HNS    | pierwszy wicepremier, minister gospodarki            | od 23 grudnia 2011 do 14 listopada 2012 |
|         | Ivan Vrdoljak        | HNS    | minister budownictwa                                 | od 23 grudnia 2011 do 15 listopada 2012 |
|         | Veljko Ostojić       | IDS    | minister turystyki                                   | od 23 grudnia 2011 do 9 marca 2013      |
|         | Neven Mimica         | SDP    | wicepremier                                          | od 23 grudnia 2011 do 30 czerwca 2013   |
|         | Slavko Linić         | SDP    | minister finansów                                    | od 23 grudnia 2011 do 14 maja 2014      |
|         | Željko Jovanović     | SDP    | minister nauki, edukacji i sportu                    | od 23 grudnia 2011 do 11 czerwca 2014   |
|         | Rajko Ostojić        | SDP    | minister zdrowia                                     | od 23 grudnia 2011 do 11 czerwca 2014   |
|         | Andrea Zlatar Violić | HNS    | minister kultury                                     | od 23 grudnia 2011 do 25 marca 2015     |